# Paradoxo de Epicuro

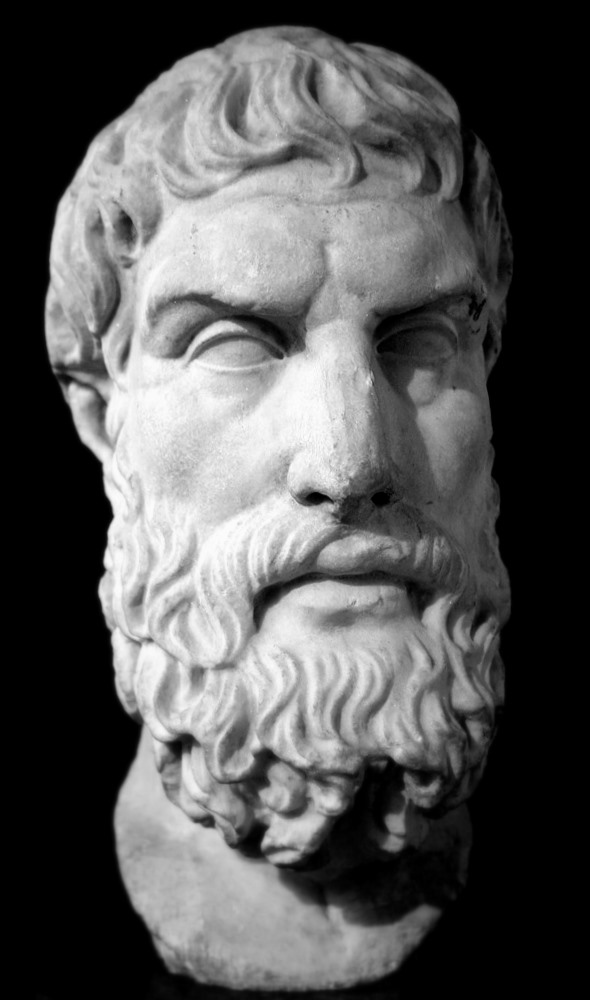
Busto de Epicuro, c. século III/II a.C.

O paradoxo de Epicuro é um dilema lógico sobre o problema do mal atribuído ao filósofo grego Epicuro que argumenta contra a existência de um deus que seja ao mesmo tempo onisciente, onipotente e benevolente.

## O paradoxo
A lógica do paradoxo proposto por Epicuro toma três características do deus judaico, omnipotência, onisciência e onibenevolência como, caso verdadeiras aos pares, excludentes de uma terceira. Isto é, se duas delas forem verdade, excluem automaticamente a outra. Trata-se, portanto, de um trilema. Isto tem relevância pois, caso seja ilógico que uma destas características seja verdadeira, então não pode ser o caso que um deus com as três exista.
- Enquanto onisciente e onipotente, tem conhecimento de todo o mal e poder para acabar com ele. Mas não o faz. Então não é onibenevolente.
- Enquanto omnipotente e onibenevolente, então tem poder para extinguir o mal e quer fazê-lo, pois é bom. Mas não o faz, pois não sabe o quanto mal existe e onde o mal está. Então ele não é omnisciente.
- Enquanto omnisciente e omnibenevolente, então sabe de todo o mal que existe e quer mudá-lo. Mas não o faz, pois não é capaz. Então ele não é omnipotente.

## Deus no Epicurismo
Epicuro não era um ateu, apenas rejeitava a ideia de um deus preocupado com os assuntos humanos. Tanto o mestre quanto os seguidores do Epicurismo negavam a ideia de que não existia nenhum deus. Enquanto a concepção do deus supremo, feliz e abençoado era a mais popular, Epicuro rejeitava tal noção por considerar um fardo demasiado pesado ter de preocupar-se com todos os problemas do mundo. Por isto, os deuses não teriam nenhuma afeição especial pelos seres humanos, sequer saberiam de sua existência, servindo apenas como ideais morais dos quais a humanidade poderia tentar aproximar-se.
Era justamente através da observação do problema do mal, ou seja, da presença do sofrimento na terra que Epicuro chegava à conclusão de que os deuses não poderiam estar preocupados com o bem estar da humanidade.

## Atribuição e variações

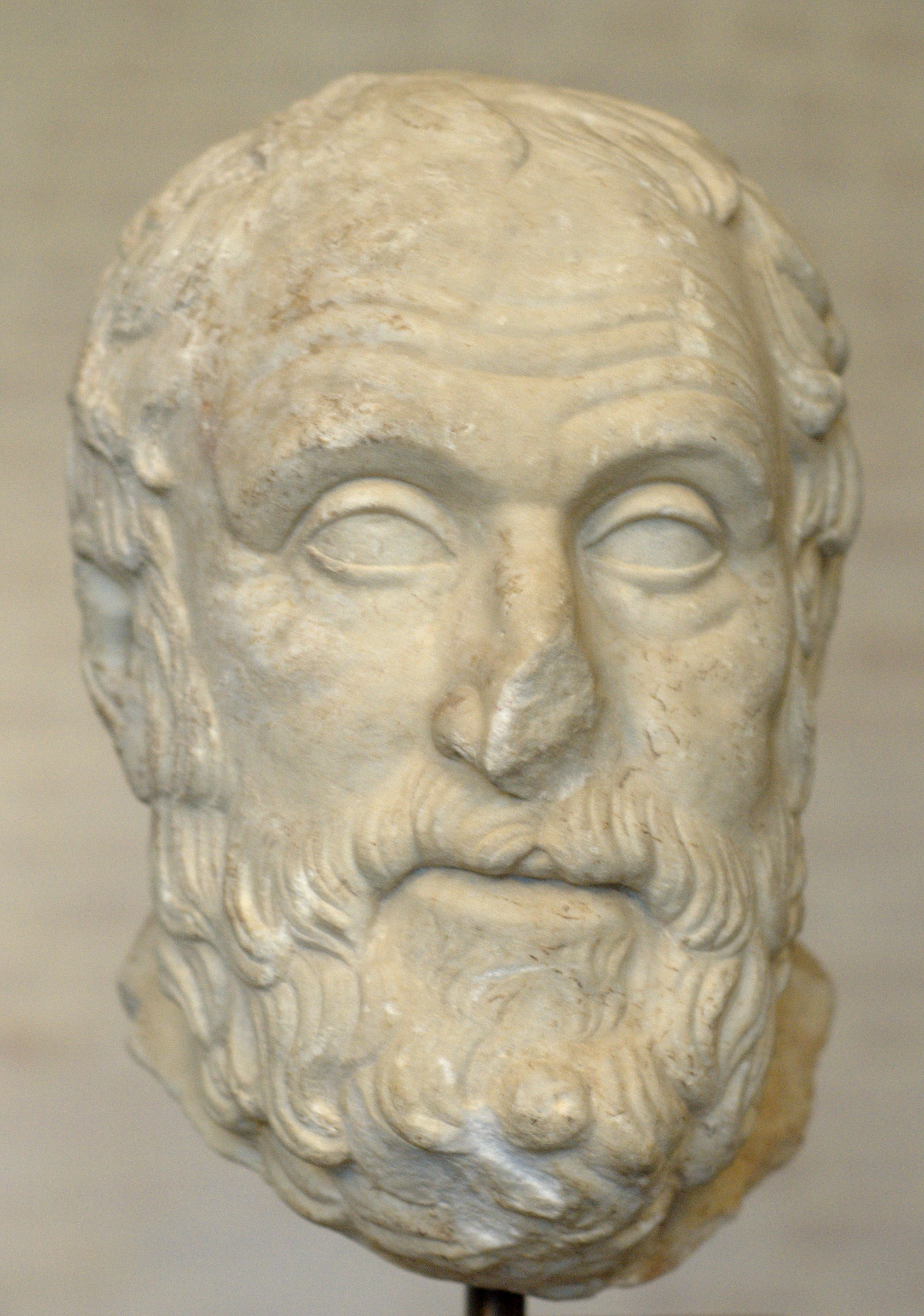
Carnéades poderia ser o verdadeiro autor do paradoxo atribuído a Epicuro.

Não há qualquer texto de Epicuro que nos confirme a sua autoria do argumento. Por isso, embora tenha caído no agrado da escola cética da filosofia grega, é possível que o paradoxo de Epicuro tenha sido erroneamente atribuído a ele por Lactâncio que, de sua perspectiva cristã, enquanto atacava o problema proposto pelo grego, o teria considerado como ateu. Há sugestão de que tenha sido de fato obra de um filósofo cético que antecedia Epicuro, possivelmente Carnéades. De acordo com o estudioso alemão Reinhold F. Glei, está claro que o argumento teodiceico é de uma fonte acadêmica não epicurista, mas talvez até anti-epicurista. A versão mais antiga ainda preservada deste trilema aparece nos escritos do cético Sexto Empírico.
Charles Bray, em seu livro A Filosofia da Necessidade de 1863, cita Epicuro sem mencionar sua fonte como autor do seguinte trecho:
| “ | Seria Deus desejoso de prevenir o mal mas incapaz? Portanto não é omnipotente. Seria ele capaz, mas sem desejo? Então é malévolo. Seria ele tanto capaz quanto desejoso? Então por que há o mal? | ” |

N. A. Nicholson, em seu Philosophical Papers de 1864, atribui "as famosas indagações" a Epicuro, utilizando as palavras anteriormente fraseadas por Hume. A frase de Hume ocorre no livro décimo de seu aclamado Diálogos sobre a Religião Natural, publicado postumamente em 1779. A personagem Philo começa sua fala dizendo "As antigas perguntas de Epicuro continuam sem resposta". A citação que Hume faz provém do influente Dictionnaire Historique et Critique de Pierre Bayle, que cita Lactâncio atribuíndo as perguntas a Epicuro. Esta atribuição ocorre no capítulo 13 de "De Ira Dei" de Lactântio, que não fornece fontes.
Hume postula:
| “ | O poder [de Deus] é infinito: o que quer que ele deseja é executado. Mas nem homem nem qualquer outro animal é feliz. Portanto ele não deseja sua felicidade. Sua sabedoria é infinita: ele nunca erra em escolher os meios para qualquer fim: mas o curso da natureza tende a ser contrário a qualquer felicidade humana ou animal: portanto não é estabelecido para tal propósito. Através de toda a história do conhecimento humano, não há inferências mais certas e infalíveis do que estas. Em que ponto, portanto, sua benevolência e misericórdia lembram a benevolência e misericórdia dos homens? | ” |